# Brevennia rehi
Brevennia rehi är en insektsart som först beskrevs av Karl Hermann Leonhard Lindinger 1943.  Brevennia rehi ingår i släktet Brevennia och familjen ullsköldlöss. Inga underarter finns listade i Catalogue of Life.